# Szczecin Wzgórze Hetmańskie
Szczecin Wzgórze Hetmańskie egy lengyelországi vasútállomás Szczecin városban, melyet a PKP Polskie Linie Kolejowe üzemeltet.

## Szomszédos állomások
A vasútállomáshoz az alábbi állomások vannak a legközelebb:
- Szczecin Turzyn

## Vasútvonalak
Az állomást az alábbi vasútvonalak érintik:
- Szczecin Wstowo–Szczecin Turzyn-vasútvonal